# Открытый брак (сериал)
«Открытый брак» — российский комедийный мелодраматический телесериал режиссёра Ивана Китаева (1 сезон) и Анны Курбатовой (2 сезон). Главные роли сыграли Антон Васильев, Марина Александрова (1 сезон) и Павел Деревянко, Юлия Александрова (2 сезон).
Премьера состоялась 15 июня 2023 года в онлайн-кинотеатре Okko.
Слоган первого сезона: «Эксперимент по спасению семьи».
10 июля 2025 года в онлайн-кинотеатрах Okko состоялась премьера второго сезона, получившая название «Открытый брак. Акт второй».

## Сюжет
Главные герои телесериала — семейная пара Сева и Оксана, у которых трое детей, сложившиеся карьеры, большая квартира в центре Москвы, но из-за различных мелких проблем и конфликтов оба супруга изменяют друг другу. Вместо неизбежного развода Оксана предлагает Севе попробовать открытый брак. Сева соглашается, но в итоге вместо удовольствия и решения всех проблем появляются новые.

## В ролях
| Актёр               | Роль             |
| ------------------- | ---------------- |
| Антон Васильев      | Сева             |
| Марина Александрова | Оксана           |
| Полина Максимова    | Аня              |
| Ксения Каталымова   | Ира              |
| Константин Крюков   | Фёдор            |
| Владимир Яглыч      | Глеб             |
| Артур Бесчастный    | Арсентьев        |
| Илья Михайлов       | Илья             |
| Юлия Гаврилина      | Даша             |
| Маргарита Силаева   | Кира             |
| Максим Матузный     | Тоша             |
| Софья Лебедева      | Алина            |
| Кирилл Плетнёв      | Князев           |
| Гоша Куценко        | Дорожкин         |
| Анна Каменкова      | мать Оксаны      |
| Александр Сирин     | Виталий          |
| Виталий Коваленко   | Андрей друг Севы |
| Дмитрий Соломыкин   | Никита друг Севы |

## Список эпизодов
| Сезон | Сезон | Серии | Период трансляции         |
| ----- | ----- | ----- | ------------------------- |
|       | 1     | 10    | 15 июня – 10 августа 2023 |
|       | 2     | 8     | 10 июля – 28 августа 2025 |

## Производство
Сериал снят продюсерской компанией «Лампа» по заказу онлайн-кинотеатра Okko.
Съёмки проходили с сентября 2022 по январь 2023 года в Москве и Московской области.
Съёмки второго сезона сериала стартовали в октябре 2024 года в Санкт-Петербурге и завершились в феврале 2025 года.

## Реакция
Сериал получил в основном положительные оценки российских кинокритиков и зрителей.
Сергей Ефимов («Комсомольская правда»): «В прошлом году на Kion вышел сериал «Amore More» про полиаморию (то бишь про тот же тип отношений) — местами забавный, но в целом бестолковый. «Открытый брак» выглядит жизненнее: скука супружества, сходящий на нет интим — через это проходят все пары после до черта лет брака, и походы налево ради парадоксального желания сохранить семью не так уж редки. Так что тема, безусловно, актуальнее некуда — отчего бы её не исследовать в лёгком комедийном жанре. Александрова и Васильев чудо как хороши в паре, им веришь и экстраполируешь их коллизию на себя и окружающих».
Светлана Дергачёва («Афиша на выходные»): «Сценарий легкомысленно порхает по верхам, умудряясь к финалу так и не подарить ни одного по-настоящему глубокого образа, раз за разом плодя клишированных персонажей, которые, тем не менее (а мы помним, это магия как она есть) благодаря сверхудачному кастингу выстреливают, как надо».
Наталья Иванова («Алтайская правда»): «Плюсы сериала – в актёрском составе. Играют они потрясающе. Например, Антон Васильев получился действительно эгоистичным и самовлюбленным персонажем, который считает, что главное – обеспечить семью материально, а вот участвовать в семейной жизни не обязательно. Он заботится о детях, любит жену. Правда, для того чтобы её любить, ему нужно иметь ещё парочку дополнительных женщин. Но каким плохим не казался бы Сева, в итоге всё равно выясняется, что он лучше других Оксаниных мужчин. У Марины Александровой получился яркий и обаятельный образ. Играет она очень хорошо, к тому же с каждой серией становится красивее и увереннее в себе. Меняется её макияж, причёска, стиль одежды. Она показывает, какой может стать женщина, если её любят и берегут. Но при этом она не плохая и не хорошая. Она тоже совершает много ошибок и сильно давит на мужа, когда приходят финансовые трудности. Женщина отчаянно пытается спасти семью, обрести себя и восстановить доверительные отношения с детьми. Этот персонаж показывает нам, что никогда не поздно исправить ошибки, главное — принять, понять их и действовать».